# San Antonio de El Estrecho
San Antonio de El Estrecho, o simplemente El Estrecho, es una ciudad peruana, capital del distrito de Putumayo y a su vez de la provincia de Putumayo, ubicada al norte del departamento de Loreto. Está ubicada a orillas del río Putumayo y fue fundada en 1943.

## Historia
San Antonio de El Estrecho fue creado como distrito el 2 de julio de 1943 e integrado a la provincia de Maynas del Departamento de Loreto. Sin embargo, en mayo de 2014 el gobierno peruano aprobó la Ley N° 30186 que separó una parte de la Provincia de Maynas para crear la Provincia de Putumayo, a la cual quedó integrado San Antonio del Estrecho como capital de Distrito de Putumayo (integrante de la nueva provincia junto a los distritos de Rosa Panduro, Yaguas y Teniente Manuel Clavero). Debido a esta reconformación territorial, la referida ley dispuso que San Antonio del Estrecho fuera elevado de la categoría de pueblo a la de villa.

## Distancias de otros ciudades y poblados
| Ciudad       | Distancia (km) |
| ------------ | -------------- |
| Iquitos      | 159            |
| Nauta        | 253            |
| Saquena      | 266            |
| Requena      | 317            |
| Caballococha | 362            |
| Yurimaguas   | 541            |
| Lagunas      | 455            |
| San Lorenzo  | 521            |
| Contamana    | 604            |

## Clima
| Parámetros climáticos promedio de San Antonio del Estrecho | Parámetros climáticos promedio de San Antonio del Estrecho | Parámetros climáticos promedio de San Antonio del Estrecho | Parámetros climáticos promedio de San Antonio del Estrecho | Parámetros climáticos promedio de San Antonio del Estrecho | Parámetros climáticos promedio de San Antonio del Estrecho | Parámetros climáticos promedio de San Antonio del Estrecho | Parámetros climáticos promedio de San Antonio del Estrecho | Parámetros climáticos promedio de San Antonio del Estrecho | Parámetros climáticos promedio de San Antonio del Estrecho | Parámetros climáticos promedio de San Antonio del Estrecho | Parámetros climáticos promedio de San Antonio del Estrecho | Parámetros climáticos promedio de San Antonio del Estrecho | Parámetros climáticos promedio de San Antonio del Estrecho |
| Mes                                                        | Ene.                                                       | Feb.                                                       | Mar.                                                       | Abr.                                                       | May.                                                       | Jun.                                                       | Jul.                                                       | Ago.                                                       | Sep.                                                       | Oct.                                                       | Nov.                                                       | Dic.                                                       | Anual                                                      |
| ---------------------------------------------------------- | ---------------------------------------------------------- | ---------------------------------------------------------- | ---------------------------------------------------------- | ---------------------------------------------------------- | ---------------------------------------------------------- | ---------------------------------------------------------- | ---------------------------------------------------------- | ---------------------------------------------------------- | ---------------------------------------------------------- | ---------------------------------------------------------- | ---------------------------------------------------------- | ---------------------------------------------------------- | ---------------------------------------------------------- |
| Temp. máx. media (°C)                                      | 31.1                                                       | 31.5                                                       | 31.1                                                       | 31.2                                                       | 30.7                                                       | 30                                                         | 30.1                                                       | 30.9                                                       | 31.1                                                       | 31.1                                                       | 31.3                                                       | 31.7                                                       | 31                                                         |
| Temp. media (°C)                                           | 26.4                                                       | 26.6                                                       | 26.4                                                       | 26.4                                                       | 26.4                                                       | 25.7                                                       | 25.5                                                       | 25.9                                                       | 26.1                                                       | 26.6                                                       | 27                                                         | 26.8                                                       | 26.3                                                       |
| Temp. mín. media (°C)                                      | 21.8                                                       | 21.7                                                       | 21.7                                                       | 21.7                                                       | 22.1                                                       | 21.4                                                       | 20.9                                                       | 20.9                                                       | 21.2                                                       | 22.2                                                       | 22.8                                                       | 21.9                                                       | 21.7                                                       |
| Fuente: climate-data.org                                   |                                                            |                                                            |                                                            |                                                            |                                                            |                                                            |                                                            |                                                            |                                                            |                                                            |                                                            |                                                            |                                                            |